# Monomontia
Monomontia – rodzaj kosarzy z podrzędu Laniatores i rodziny Triaenonychidae. Gatunkiem typowym jest Monomontia atra

## Występowanie
Przedstawiciele rodzaju zamieszkują Afrykę Południową.

## Systematyka
Opisano 17 gatunków należących do tego rodzaju:
- Monomontia aquilonaris Lawrence, 1963
- Monomontia aspera Lawrence, 1939
- Monomontia atra Lawrence, 1931
- Monomontia brincki Kauri, 1961
- Monomontia corticola Lawrence, 1938
- Monomontia cristiceps Lawrence, 1963
- Monomontia curvirostris Lawrence, 1938
- Monomontia flava Lawrence, 1933
- Monomontia granifrons Lawrence, 1938
- Monomontia intermedia Lawrence, 1938
- Monomontia krausi Kauri, 1961
- Monomontia lawrencei Kauri, 1950
- Monomontia montensis Lawrence, 1938
- Monomontia rattrayi Lawrence, 1931
- Monomontia rugosa Lawrence, 1937
- Monomontia transvaalica Lawrence, 1963
- Monomontia versicolor Lawrence, 1963